# Страхування кредитів
Страхування кредитів — це комплекс страхових послуг, які забезпечують страховий захист майнових інтересів кредиторів, пов'язаних з існуванням ризику неповернення кредиту внаслідок неплатоспроможності позичальника.
Основою виникнення відносин між банками та страховими компаніями є страхування кредитних ризиків. 
Кредитний ризик — наявний або потенційний ризик для надходжень і капіталу, який виникає через неспроможність сторони, що взяла на себе зобов'язання, виконати умови будь-якої фінансової угоди із банком або в інший спосіб виконати взяті на себе зобов'язання.
Залежно від місця й причин виникнення кредитного ризику виділяють такі види кредитного страхування:
- страхування фінансових кредитів;
- страхування товарних кредитів;
- страхування споживчих кредитів;
- страхування кредитів, виданих під заставу;
- страхування виданих та прийнятих гарантій.

Страхові послуги у банківському кредитуванні:
Страхування кредитних ризиків:
- страхування ризику непогашення кредиту;
- страхування відповідальності позичальника.

Страхування майна що надається у забезпечення банку.
Комплексне іпотечне страхування.

### Страхування ризику непогашення кредиту
При страхуванні ризику непогашення кредиту страхувальниками виступають банківські установи.
Предметом страхування є відповідальність всіх або окремих позичальників перед банком за своєчасне та повне погашення кредитів і процентів за користування ними протягом строку, встановленого у договорі страхування.
Порядок страхування ризику непогашення кредиту:
1. Банк-кредитор (страхувальник) укладає кредитні договори з позичальниками та здійснює операції з надання кредитних коштів.
2. Страхувальник звертається до страхової компанії (страховика) з письмовою заявою та необхідним пакетом документів для визначення страхового ризику та розміру страхового тарифу.
3. Визначаються умови страхування, укладається договір страхування і здійснюється сплата страхувальником страхової премії.
4. Настає страховий випадок (невиконання позичальником своїх зобов'язань перед банком щодо повернення суми кредиту та процентів за користування ним у строки та на умовах, передбачених кредитним договором).
5. Страхувальник не пізніше ніж за 2 дні, якщо інше не встановлено договором страхування, повідомляє страховика про настання страхового випадку.
6. Страховик з'ясовує обставини страхового випадку, складає страховий акт, розраховує та робить виплату страхового відшкодування відповідно до укладеного договору страхування.

### Страхування відповідальності позичальника
При страхуванні відповідальності позичальників за непогашення кредиту страхувальниками є позичальники, які одержують кредити у банківській установі. Предметом страхування відповідальності позичальника є майнові інтереси страхувальника, пов'язані з його відповідальністю перед кредитором за своєчасне погашення кредиту та процентів за користування ним.
Порядок страхування ризику непогашення кредиту:
1. Позичальник звертається до банківської установи з метою одержання кредиту.
2. Банк приймає рішення про надання кредиту позичальнику та укладає з ним кредитний договір.
3. Позичальник (страхувальник) звертається до страхової компанії (страховика) з письмовою заявою та подає необхідний пакет документів.
4. Укладається договір страхування між страховиком і страхувальником, позичальник сплачує страхову премію у розмірі і в строк, які визначені умовами договору страхування.
5. Стається страховий випадок (непогашення або неповне погашення страхувальником кредиту та процентів за користування ним після закінчення строку дії кредитної угоди).
6. Кредитор в дводенний термін подає страховику заяву в письмовій формі та страховий поліс.
7. Страховик проводить експертизу за результатами якої складає страховий акт, протягом встановленого періоду виплачується страхове відшкодування.

### Іпотечне страхування
Основним завданням страхування іпотеки є забезпечення всіх учасників захистом від майнових втрат, а також гарантування своєчасного та повного відшкодування збитків, пов'язаних із настанням страхових випадків.
Відповідно до Закону України "Про іпотеку" іпотекодавець (позичальник) зобов'язаний застрахувати  предмет  іпотеки  на його повну вартість від ризиків випадкового знищення,  випадкового пошкодження або псування. Іпотечним договором  можуть  бути також передбачені інші обов'язкові види страхування.
Крім страхування предмета іпотеки, банки вимагають укладання договору добровільного страхування життя позичальника, яке забезпечує банку покриття ризиків, що виникли через події, пов'язані з життям, здоров'ям та працездатністю застрахованої особи.
Комплексна програма іпотечного страхування охоплює:
- страхування заставного майна (квартира, котедж, окремий будинок) від вогню, стихійного лиха, протиправних дій третіх осіб та інших ризиків;
- страхування життя і працездатності позичальника;
- титульне страхування (страхування втрати майна у результаті припинення права власності);
- страхування цивільної відповідальності власника нерухомого майна при експлуатації об'єкта заставного майна.